# Katlego Mohamme
Katlego Mohamme (Soshanguve, 10 marzo 1998) è un calciatore sudafricano, difensore del Sekhukhune United.

## Caratteristiche tecniche
È un difensore centrale.

## Carriera

### Club
Cresciuto nel settore giovanile del SuperSport Utd, nel 2017 viene prestato al Sertanense con cui debutta fra i professionisti il 30 settembre in occasione dell'incontro del Campeonato de Portugal vinto 3-1 contro l'Anadia.
Nel 2019 viene acquistato a titolo definitivo dall'University of Pretoria.

### Nazionale
Ha giocato nelle nazionali giovanili sudafricane Under-17, Under-20 ed Under-23.
Nel 2019 con la nazionale maggiore sudafricana prende parte alla Coppa COSAFA, dove scende in campo in 3 incontri.
Nel 2021 viene convocato dalla nazionale olimpica sudafricana per prendere parte alle Olimpiadi di Tokyo. Debutta il 25 luglio in occasione dell'incontro perso 4-3 contro la Francia.

## Statistiche
Statistiche aggiornate al 26 luglio 2021.

### Presenze e reti nei club
| Stagione        | Squadra                | Campionato      | Campionato | Campionato | Coppe nazionali | Coppe nazionali | Coppe nazionali | Coppe continentali | Coppe continentali | Coppe continentali | Altre coppe | Altre coppe | Altre coppe | Totale | Totale | Totale |
| Stagione        | Squadra                | Comp            | Pres       | Reti       | Comp            | Pres            | Reti            | Comp               | Pres               | Reti               | Comp        | Pres        | Reti        | Pres   | Reti   |        |
| --------------- | ---------------------- | --------------- | ---------- | ---------- | --------------- | --------------- | --------------- | ------------------ | ------------------ | ------------------ | ----------- | ----------- | ----------- | ------ | ------ | ------ |
| 2017-2018       | Sertanense             | CdP             | 24         | 1          | CP+CdL          | 0               | 0               |                    | -                  | -                  |             | -           | -           | 24     | 1      |        |
| 2019-2020       | University of Pretoria | PD              | 26         | 0          | CS              | 0               | 0               |                    | -                  | -                  |             | -           | -           | 26     | 0      |        |
| 2020-2021       | University of Pretoria | PD              | 21         | 0          | CS              | 2               | 0               |                    | -                  | -                  |             | -           | -           | 23     | 0      |        |
| Totale carriera | Totale carriera        | Totale carriera | 71         | 1          |                 | 2               | 0               |                    | -                  | -                  |             | -           | -           | 73     | 1      |        |